# 소림사 칠여래번
소림사 칠여래번(少林寺 칠如來幡)은 부산광역시 동구 소림사에 있는 대한제국시대의 칠여래번이다. 2015년 12월 23일 부산광역시의 민속문화재 제15호로 지정되었다.

## 개요
소림사 칠여래번은 다보여래번(多寶如來幡), 보승여래번(寶勝如來幡), 묘색신여래번(妙色身如來幡), 광박신여래번(廣博身如來幡), 이포왜여래번(離怖畏如來幡), 감로 왕여래번(甘露王如來幡), 아미타여래번(阿彌陀如來幡)의 칠여래번 7점과 봉납원주향월청향번(奉納願主香月淸香幡) 1점 등 모두 8점으로 구성되어 있어 그 구성이 완전하게 남아 전한다.
정확한 제작년도와 제작자는 알 수 없지만, 바느질에 재봉틀을 사용한 점과 고종 당시 궁중하사품인 점을 감안하면 대한제국 시기인 1900~1910년경 궁인들에 의해 제작되었을 가능성이 높은 유물이다. 또한 봉납원주향월청향번의 이화문(梨花文)은 궁중하사품의 증표로 보아도 무방할 것으로 판단된다.
소림사 칠여래번은 그 구성이 완전하여 영가천도(靈駕遷度) 의식의 가장 큰 형태를 보여 주고 있으며, 보존 상태도 양호하여 불교 의례적 가치가 대단히 크고 직물사적으로도 중요한 유물일 뿐 아니라 불교 장엄구(莊嚴具) 연구와 불교 행사 및 의식 연구에도 귀중한 자료이다.

## 참고 자료
- 소림사 칠여래번 - 국가유산청 국가유산포털